# العلاقات البوليفية المالية
العلاقات البوليفية المالية هي العلاقات الثنائية التي تجمع بين بوليفيا ومالي.

## مقارنة بين البلدين
هذه مقارنة عامة ومرجعية للدولتين:
| وجه المقارنة                                              | بوليفيا                                          | مالي            |
| --------------------------------------------------------- | ------------------------------------------------ | --------------- |
| المساحة (كم2)                                             | 1.10 مليون                                       | 1.24 مليون      |
| عدد السكان (نسمة)                                         | 11.05 مليون                                      | 18.54 مليون     |
| الكثافة السكانية (ن./كم²)                                 | 10.05                                            | 14.95           |
| العاصمة                                                   | سوكري، لاباز                                     | باماكو          |
| اللغة الرسمية                                             | اللغة الإسبانية، اللغة الأيمرية، كتشوا، غوارانية | لغة فرنسية      |
| العملة                                                    | بوليفاريو بوليفي                                 | فرنك غرب أفريقي |
| الناتج المحلي الإجمالي (بليون دولار)                      | 37.51 مليار                                      | 15.29 مليار     |
| الناتج المحلي الإجمالي (تعادل القوة الشرائية) بليون دولار | 74.58 مليار                                      | 35.69 مليار     |
| الناتج المحلي الإجمالي الاسمي للفرد دولار أمريكي          | 3.08 ألف                                         | 724             |
| الناتج المحلي الإجمالي للفرد دولار أمريكي                 | 6.63 ألف                                         | 1.60 ألف        |
| مؤشر التنمية البشرية                                      | 0.662                                            | 0.419           |
| رمز المكالمات الدولي                                      | +591                                             | +223            |
| رمز الإنترنت                                              | .bo                                              | .ml             |
| المنطقة الزمنية                                           | 00                                               | 00              |

## منظمات دولية مشتركة
يشترك البلدان في عضوية مجموعة من المنظمات الدولية، منها:
| علم المنظمة | اسم المنظمة                        | تاريخ انضمام بوليفيا | تاريخ انضمام مالي |
| ----------- | ---------------------------------- | -------------------- | ----------------- |
|             | الاتحاد البريدي العالمي            | ?                    | ?                 |
|             | مؤسسة التنمية الدولية              | 21 يونيو 1961        | 27 سبتمبر 1963    |
|             | منظمة حظر الأسلحة الكيميائية       | ?                    | ?                 |
|             | منظمة التجارة العالمية             | 12 سبتمبر 1995       | ?                 |
|             | الأمم المتحدة                      | 14 نوفمبر 1945       | 28 سبتمبر 1960    |
|             | وكالة ضمان الاستثمار متعدد الأطراف | 3 أكتوبر 1991        | 22 أكتوبر 1992    |
|             | منظمة الشرطة الجنائية الدولية      | ?                    | ?                 |
|             | مؤسسة التمويل الدولية              | 20 يوليو 1956        | 9 مايو 1978       |
|             | الاتحاد الدولي للاتصالات           | 1 يونيو 1907         | 21 أكتوبر 1960    |
|             | البنك الدولي للإنشاء والتعمير      | 27 ديسمبر 1945       | 27 سبتمبر 1963    |
|             | يونسكو                             | 13 نوفمبر 1946       | 7 نوفمبر 1960     |

## وصلات خارجية
- موقع وزارة الخارجية البوليفية